# William Wallace Brown

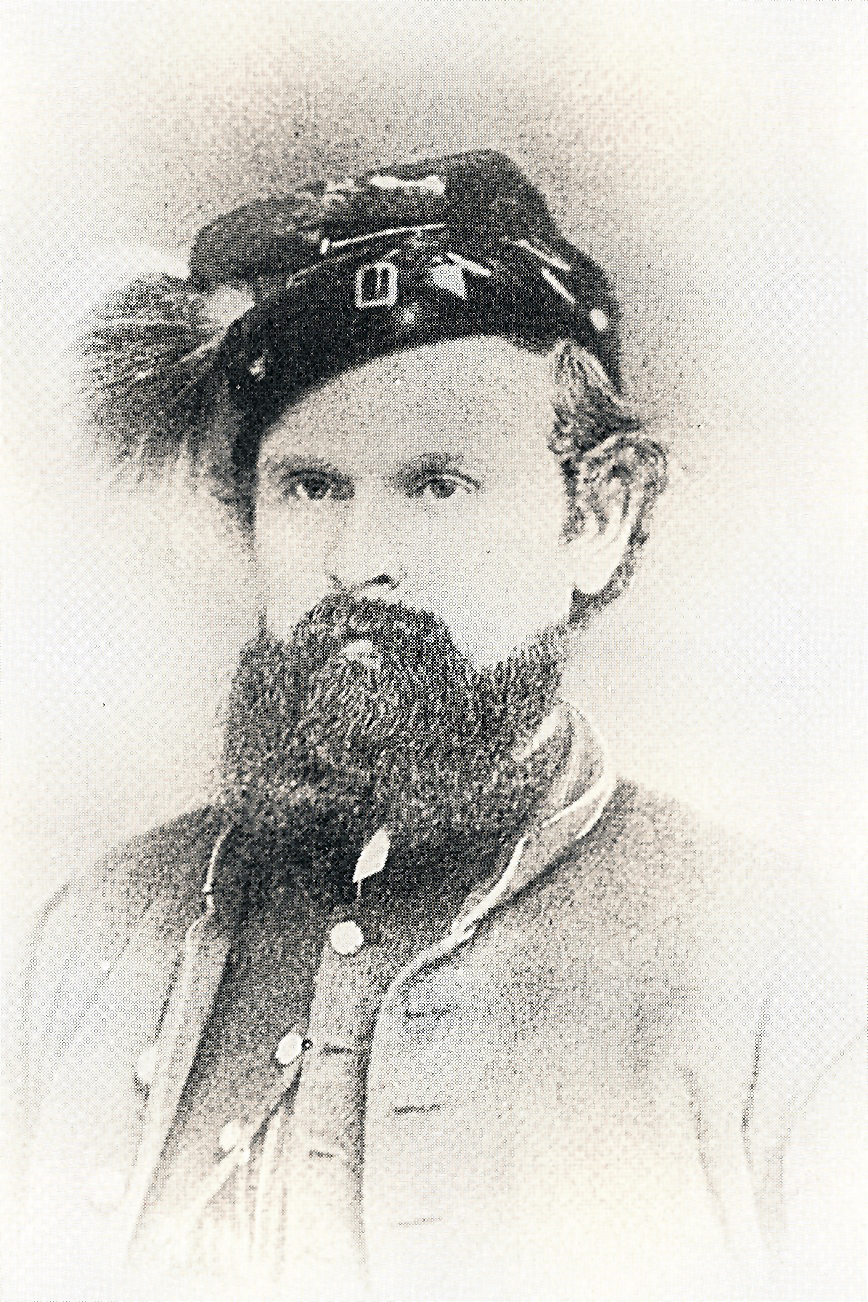
William Wallace Brown

William Wallace Brown (* 22. April 1836 in Summerhill, Cayuga County, New York; † 4. November 1926 in Bradford, Pennsylvania) war ein US-amerikanischer Politiker. Zwischen 1883 und 1887 vertrat er den Bundesstaat Pennsylvania im US-Repräsentantenhaus.

## Werdegang
Im Jahr 1838 kam William Brown mit seinen Eltern in das Elk County in Pennsylvania, wo er später die öffentlichen Schulen und die Smethport Academy besuchte. Danach studierte er bis 1861 an der Alfred University im  Allegany County im Staat New York. Im Jahr 1861 trat er nach Ausbruch des Bürgerkrieges in das Heer der Union ein, in dem er zunächst bei einer Einheit aus New York und später bei einer aus dem Staat Pennsylvania diente. 1864 wurde er Urkundsbeamter (Recorder) im McKean County in Pennsylvania; im Jahr 1866 wurde er in diesem Bezirk Schulrat.
Nach einem Jurastudium und seiner 1866 erfolgten Zulassung als Rechtsanwalt begann Brown in diesem Beruf zu arbeiten. Im selben Jahr wurde er zum Bezirksstaatsanwalt gewählt. 1869 zog Brown nach Corry, wo er drei Jahre lang juristisch für die dortige Verwaltung tätig war. Außerdem saß er dort zwei Jahre im Gemeinderat. Politisch schloss er sich der Republikanischen Partei an. Zwischen 1872 und 1876 war er Abgeordneter im Repräsentantenhaus von Pennsylvania. Im Jahr 1876 gehörte er auch zum Stab des Gouverneurs. Überdies wurde er Mitglied der Nationalgarde seines Staates. Seit 1878 lebte er in Bradford, wo er als Anwalt praktizierte.
Bei den Kongresswahlen des Jahres 1882 wurde Brown im 16. Wahlbezirk von Pennsylvania in das US-Repräsentantenhaus in Washington, D.C. gewählt, wo er am 4. März 1883 die Nachfolge von Robert Jarvis Cochran Walker antrat. Nach einer Wiederwahl konnte er bis zum 3. März 1887 zwei Legislaturperioden im Kongress absolvieren. Im Jahr 1886 wurde er von seiner Partei nicht mehr zur Wiederwahl nominiert.
Nach dem Ende seiner Zeit im US-Repräsentantenhaus betätigte sich Brown wieder als Anwalt. Zwischen 1892 und 1897 war er juristischer Vertreter der Stadt Bradford. Danach arbeitete er zwischen 1897 und 1899 als Revisor für das Kriegsministerium; von 1899 bis 1907 übte er die gleiche Tätigkeit im Marineministerium aus. Danach war er bis 1910 beim Bundesjustizministerium beschäftigt, wo er mit den Ansprüchen aus dem Friedensvertrag mit Spanien aus dem Jahr 1898 betraut war. Danach setzte er seine Anwaltstätigkeit fort. William Brown starb am 4. November 1926 in Bradford.